# Balta-Bou Aouane (commune)
Balta-Bou Aouane (arabe : بلطة بوعوان) est une ville tunisienne située dans le gouvernorat de Jendouba.
La municipalité est créée par le décret gouvernemental no 2016-205 du 11 janvier 2016.
Constituée par les deux localités distinctes de Balta et de Bou Aouane, elle est le chef-lieu de la délégation du même nom, Balta-Bou Aouane.

## Histoire
Le territoire de la municipalité est peuplé depuis la Préhistoire : le djebel Bou Goutrane, au Nord-Est de l'agglomération de Balta, présente dix chambres funéraires protohistoriques creusées (haouanet), disposées côté sud en étage, deux chambres jumelées 800 mètres plus loin (El Ghrifetin) et deux monuments funéraires protohistoriques bâtis (bazinas),.
La ville actuelle de Balta est construite sur un site antique, peut être Civitas Viltensis ou Biltensis. Parmi les monuments subsistants figurent une batterie de citernes, des tronçons de pans de murs en grand appareil attribués aux restes d'une forteresse, des blocs épars, des inscriptions réemployées dont l'une à caractère publique et une autre inscription funéraire déplacée lors de l'aménagement d'une route.
Cependant, malgré la présence de ruines antiques d'époque romaine, il ne semble pas que la cité romaine du Nord-Ouest tunisien dénommée Biltensis, Bilta, Belta ou Balta dans les sources antiques et siège de l'évêque Theodoros dans les sources médiévales soit l'actuelle Balta. La ville antique en question serait plutôt Henchir Bahia à l'Ouest de Béja, à proximité de Henchir El Handa, l'antique 'Anda (grec ancien : ‘Avδα). L'origine antique de Balta Bou Aouane est néanmoins symbolisée en haut à droite de son blason par la silhouette d'une construction à colonnades.

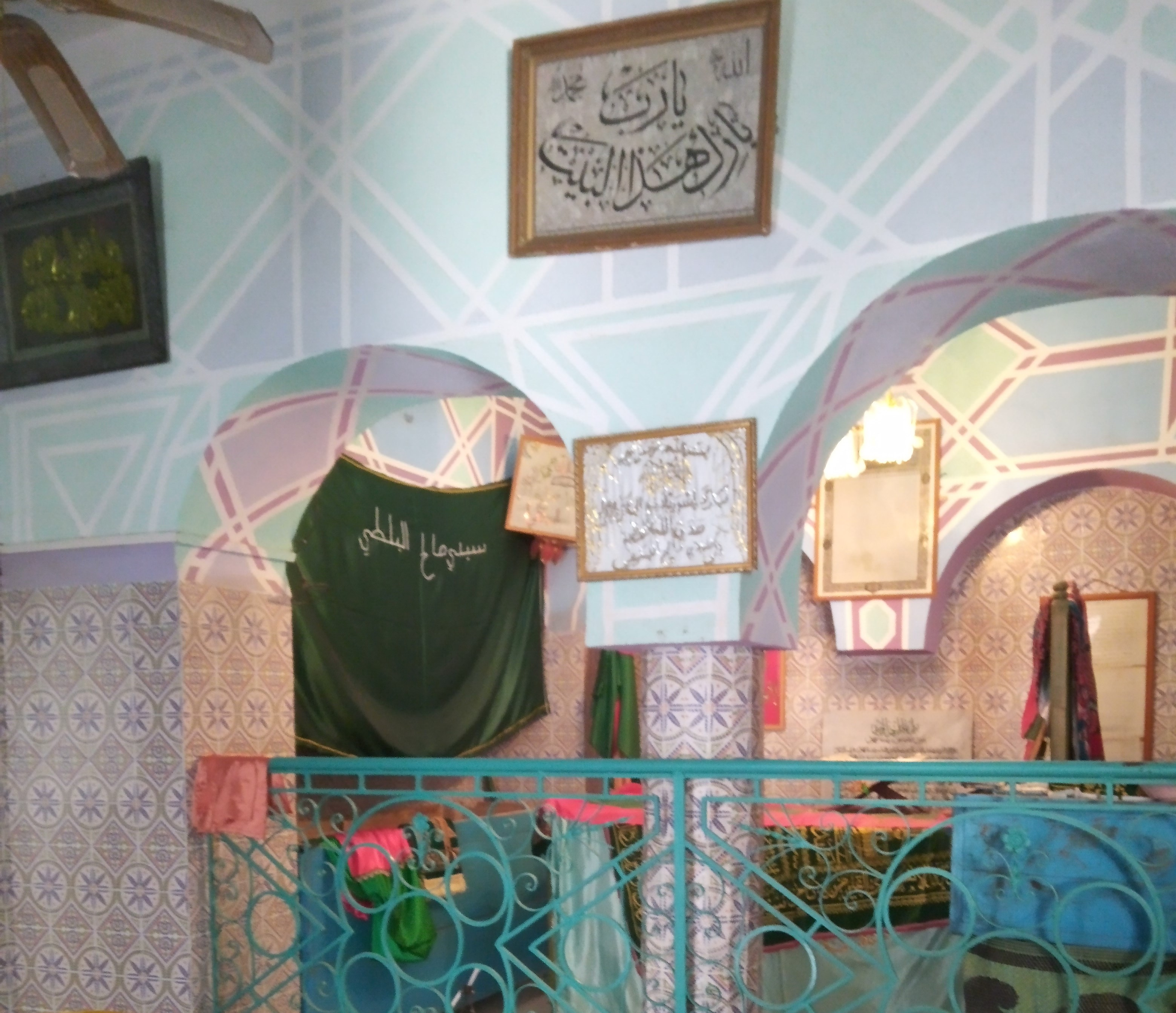
Intérieur du mausolée (zaouïa) du marabout Sidi Salah El Balti.

Balta-Bou Aouane et les lieux-dits alentour abritent de nombreux tombeaux de marabouts. Certains, comme celui de Sidi Abd er Razik au lieu-dit Aïn Abbas (Nord-Ouest), sont clairement bâtis avec des remplois de matériaux antiques (blocs de taille et de fûts de colonnes) de même que le cimetière (mzar) de Sidi Mansour au Sud de la municipalité. Parmi les marabouts les plus importants, on peut citer celui de Sidi Ahmed El Akkari à Bou Aouane et celui de Sidi Salah El Balti à Balta. Le tombeau de ce dernier (mort en 1238 à Balta), l'un des disciples de Sidi Bou Saïd, est attenant à une mosquée et proche d'une source. Ce saint fait l'objet d'un festival d'été annuel (zarga). 
Une entrée de mine est représentée sur le blason de la municipalité en référence aux gisements de plomb et zinc de Sidi Bou Aouane et du djebel Hallouf ; ces gisements importants sont exploités pendant le protectorat français pour la production de plomb.